# 贡诺斯诺
贡诺斯诺（義大利語：Gonnosnò），是意大利撒丁大区奥里斯塔诺省的一个市镇。总面积15.45平方公里，人口809人，人口密度52.4人/平方公里（2009年）。ISTAT代码为095023。